# Tilman Kuban

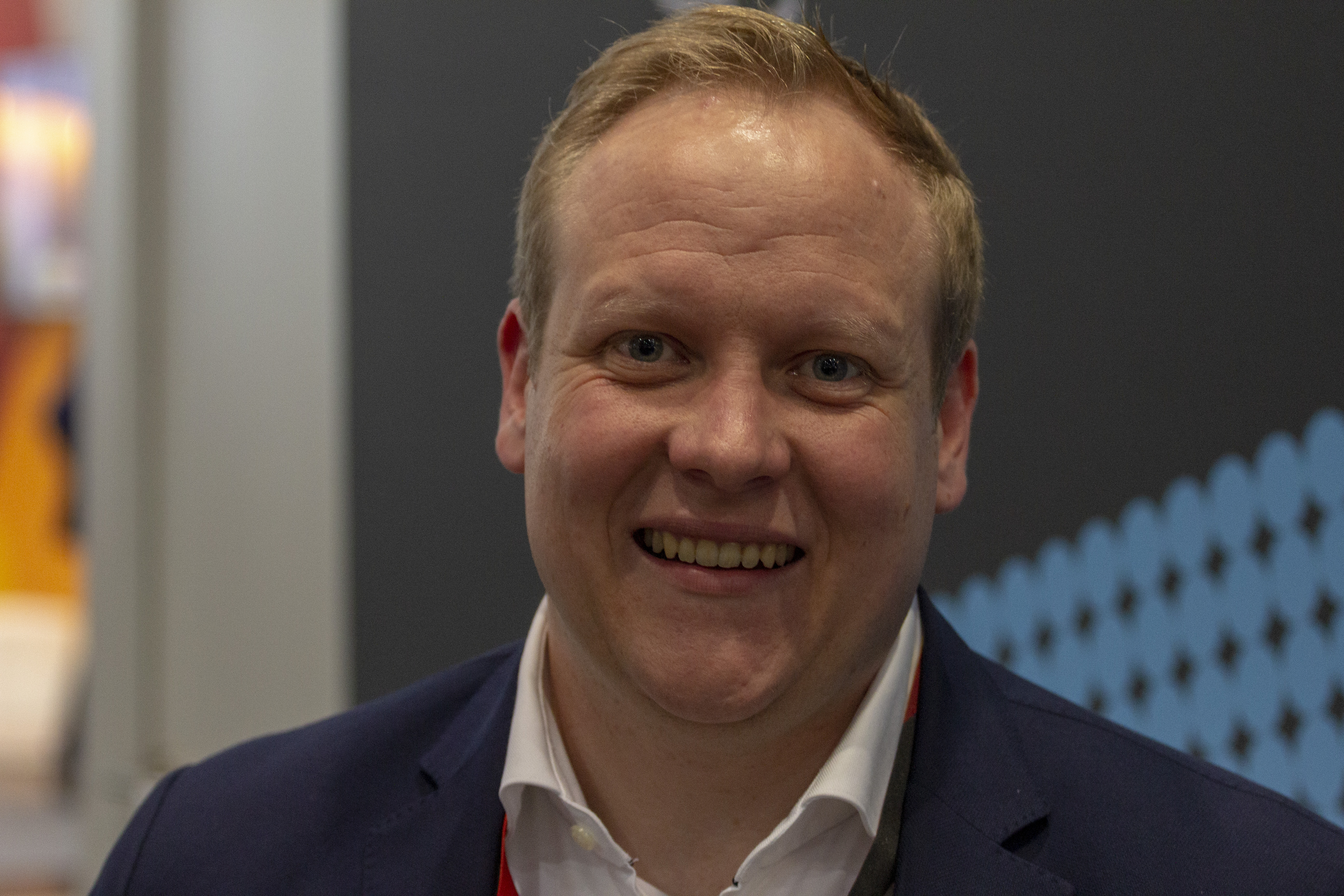
Tilman Kuban, 2019

Tilman Moritz Kuban (* 26. Mai 1987 in Langenhagen) ist ein deutscher Politiker der CDU und seit 2021 Mitglied des Deutschen Bundestages. Er war von März 2019 bis November 2022 Bundesvorsitzender der Jungen Union.

## Leben
Kuban wurde 1987 als Sohn von Annette Kuban und des Rechtsanwalts Berthold Kuban aus Barsinghausen bei Hannover geboren. Nach seinem Abitur am Gymnasium Bad Nenndorf im Jahr 2006 studierte Kuban von 2007 bis 2013 an der Universität Osnabrück Rechtswissenschaften. Sein juristisches Referendariat begann er 2014 am Oberlandesgericht Celle und beendete es dort 2016 mit dem 2. juristischen Staatsexamen. Von 2016 bis zu seiner Wahl in den Deutschen Bundestag war Kuban für die Unternehmerverbände Niedersachsen als Leiter Recht und Nachhaltigkeit tätig. Kuban lebt in Barsinghausen und ist evangelisch-lutherisch. Am 30. September 2022 heiratete er in Barsinghausen die baden-württembergische Rechtsanwältin Dominique Christine Emerich, die 2021 für die CDU erfolglos für den baden-württembergischen Landtag kandidierte. Die kirchliche Trauung erfolgte am 2. September 2023 im Münster von Mittelzell (Reichenau). Das Paar hat einen gemeinsamen, katholisch getauften Sohn.

## Politischer Werdegang
Seit 2007 ist Kuban Ratsmitglied für die CDU in Barsinghausen und führt den Ordnungs- und Ehrenamtsausschuss der Stadt. Zudem ist er seit 2016 im Aufsichtsrat der Stadtwerke Barsinghausen GmbH.
Von 2014 bis 2019 war er niedersächsischer Landesvorsitzender der Jungen Union. Beim regulären „Deutschlandtag“ der Jungen Union nominierten die Delegierten ihn im Oktober 2018 einstimmig als Spitzenkandidaten der Jugendorganisation für die Europawahl in Deutschland 2019. Daraufhin wurde er im Dezember von der CDU Niedersachsen auf den vierten Listenplatz der Landesliste für die Europawahl gewählt. Er verpasste allerdings den Einzug ins Europäische Parlament.
Am 16. März 2019 setzte sich Kuban bei der Wahl des neuen Bundesvorsitzenden der CDU/CSU-Jugendorganisation mit 62,7 Prozent der Stimmen gegen seinen Gegenkandidaten Stefan Gruhner durch und trat somit die Nachfolge des neuen CDU-Generalsekretärs Paul Ziemiak an. Die Anhänger Kubans als Vertreter der Konservativen in der JU bezeichneten sich dabei als „Kubaner“.
Im Mai 2020 kündigte Kuban an, bei der Bundestagswahl 2021 für die CDU als Nachfolger von Maria Flachsbarth im Wahlkreis Hannover-Land II zu kandidieren. Am 27. März 2021 wurde er mit 84 % als CDU-Direktkandidat im Wahlkreis Hannover-Land II aufgestellt. Kuban zog 2021 über die Landesliste Niedersachsen der CDU in den 20. Deutschen Bundestag ein, da er beim Erwerb des Direktmandats seinem Mitbewerber Matthias Miersch (SPD) mit 25,5 zu 40,7 Prozent der Erststimmen deutlich unterlag. Im Bundestag ist Kuban ordentliches Mitglied im Wirtschaftsausschuss, sowie im Ausschuss für die Angelegenheiten der Europäischen Union. Kuban gab sein Amt als JU-Bundesvorsitzender im November 2022 mit 35 Jahren altersbedingt auf. Seine Nachfolge trat am Deutschlandtag 2022 der Jurist und Politiker Johannes Winkel an.
Im Jahr 2025 gelang Kuban erneut der Einzug in den Deutschen Bundestag über die Landesliste der CDU in Niedersachsen. Mit einem Ergebnis 30 % der Erststimmen unterlag er hierbei knapp den vorherigen Inhaber des Direktmandats und SPD-Generalsekretär Matthias Miersch im Wahlkreis Hannover-Land II (31,8 %).
Seit dem 13. Mai 2025 ist er in der CDU/CSU-Fraktion im Deutschen Bundestag Vorsitzender der Arbeitsgruppe für Angelegenheiten der Europäischen Union.

## Positionen

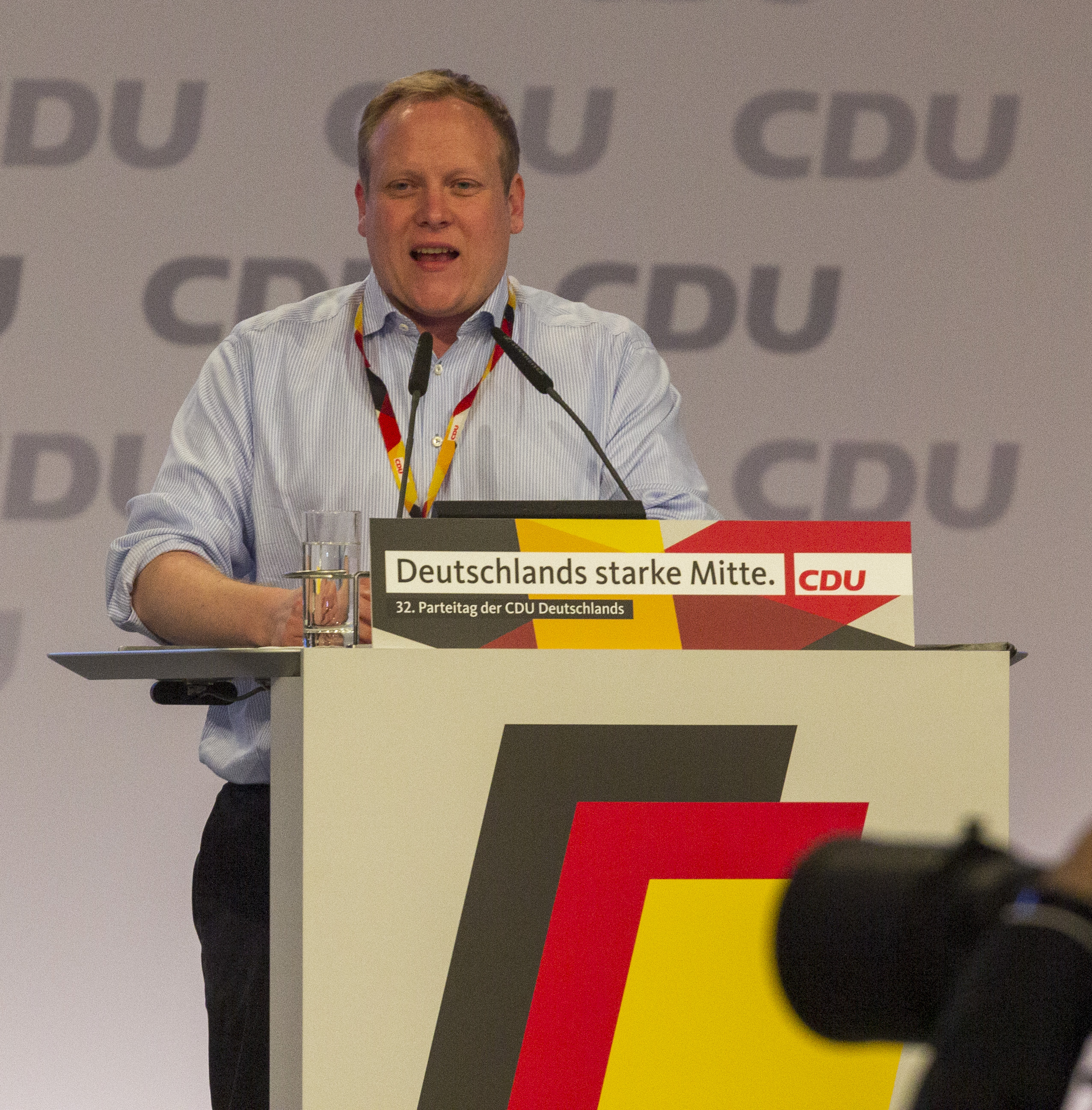
Kuban auf dem CDU-Parteitag am 23. November 2019 in Leipzig

Im Jahr 2015 unterzeichnete Kuban einen Brief von Unionspolitikern, die forderten, Flüchtlinge an der deutschen Grenze abzuweisen.
Kuban verlangte ein deutlich härteres Durchgreifen in der Innen- und Flüchtlingspolitik. In Deutschland sei nicht willkommen, wer sich nicht an die Gesetze halten wolle – „schließlich gelte hier nicht die Scharia“. Des Weiteren kritisierte er den aktuellen Zustand der Bundeswehr.
In derselben Rede meinte er mit Bezug auf Intersexuelle, dass er gegen Schultoiletten für das „dritte bis 312. Geschlecht“ sei.
In einem Interview mit der Zeitung Die Welt kritisierte Kuban eine „Gleichschaltung“, die seiner Meinung nach in seiner Partei CDU vorherrschte. Am folgenden Tag erklärte er auf Facebook, seine Wortwahl sei unangemessen gewesen.
Im April 2019 sprach Kuban sich gegen Upload-Filter aus und forderte, dass die Große Koalition die Urheberrechtsreform der Europäischen Union („Artikel 13“) bei der abschließenden Abstimmung im Rat der Europäischen Union ablehnen solle.
Im April 2020 sprach Kuban sich in der Zeitung Die Welt für eine mobile App zur Kontaktverfolgung während der COVID-19-Pandemie aus, die automatisch auf Smartphones installiert werden soll, solange der Nutzer nicht widerspricht.
Im Mai 2023 kritisierte Kuban per Twitter eine Kindertagesstätte im Bistum Fulda für ihre Entscheidung, „in einer Zeit, in der Diversität einen immer höheren Stellenwert erhält“, mit den Kindern keine Muttertagsgeschenke mehr zu basteln: „Dem Wahnsinn sind keine Grenzen mehr gesetzt…Irgendwie find ich es ziemlich cool, wenn man Kindern beibringt seiner Mutter einfach mal Danke zu sagen für ihren Megaeinsatz Tag für Tag!“ Digitale Medien des ultrarechten Spektrums hatten den von Kuban veröffentlichten Brief der Einrichtung und deren Kontaktdaten weiter verbreitet, was zahlreiche Hassbekundungen in Kommentarspalten und sozialen Medien gegen die Kindertagesstätte zur Folge hatte. Felix Neumann bewertet auf katholisch.de Kubans Vorgehensweise als populistisch und spaltend für die Gesellschaft. Zudem bewertet Neumann, dass Kubans Politik nichts mit dem christlichen Menschenbild zu tun habe.
Am 18. März 2025 stimmte er im Bundestag für die Änderung von vier Artikeln des Grundgesetzes für das geplante Sondervermögen Infrastruktur und Klimaneutralität im Umfang von 500 Milliarden Euro. Er gab jedoch in einer persönlichen Erklärung zu Protokoll, dass er „nur mit Bauchschmerzen zugestimmt“ habe.